# 埃及河流

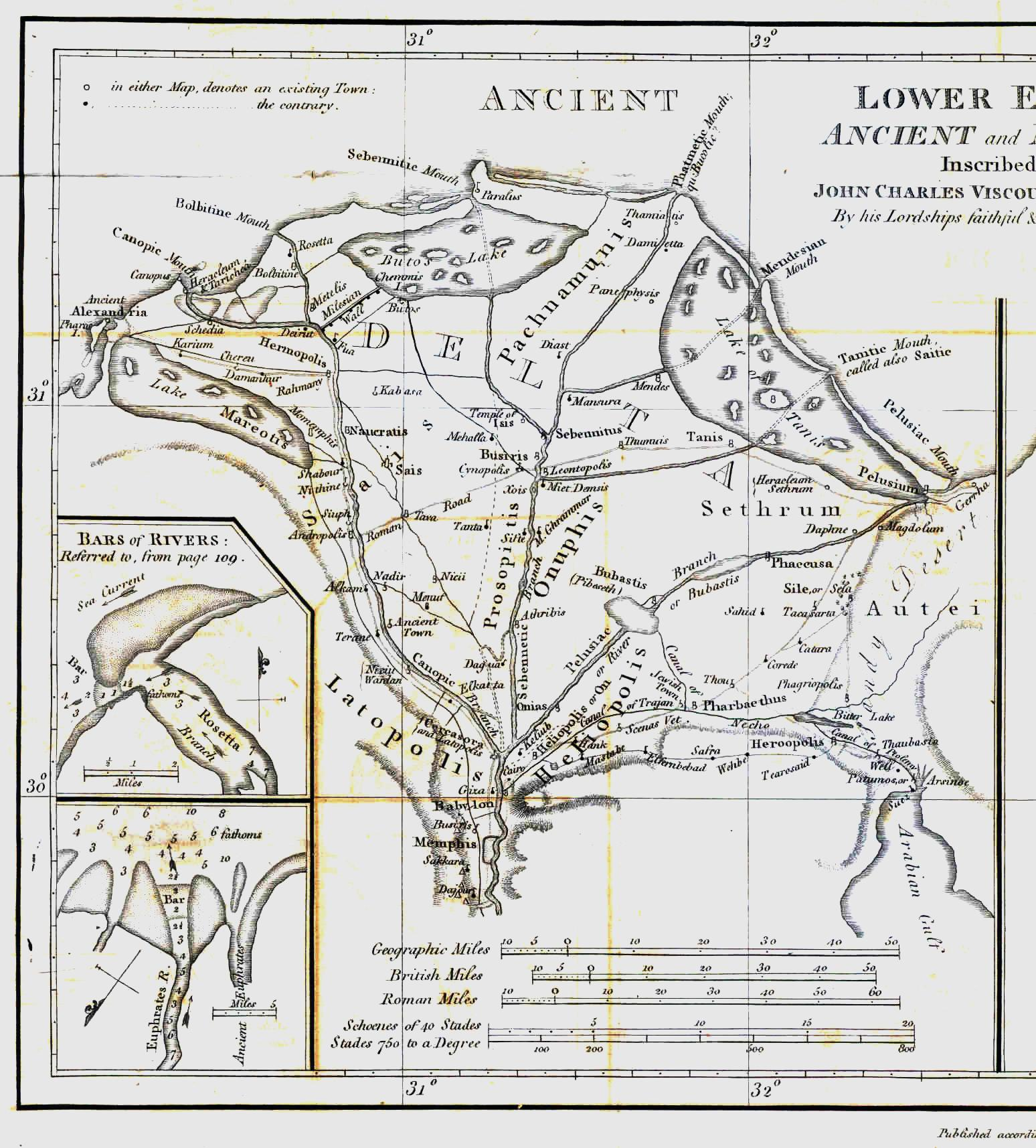
希羅多德時代的尼羅河三角洲。有兩條分流存留至今：達米耶塔河（圖中右側標示Phatnitic者），以及羅塞塔河（圖中左側標示Canopic者）。

埃及河流列表，列舉全部或部分在埃及境內的河流。
埃及境內只有一條常年有水的河流：尼羅河。它在埃及境內並無任何非季節性支流，即使是最近的支流：藍尼羅河與白尼羅河，也在南邊鄰國蘇丹的中部就已經會合。
在尼羅河三角洲裡，河水分叉成一些分流及小型運河。在古代，尼羅河曾經有「七條分流」，由於泥沙淤塞，僅有兩條存留至今。這七條分流是：
- 皮拉波尼西安河（Pilaponesian）
- 坦尼提克河（Tanitic）
- 門得西案河（Mendesian）
- 法特尼提克河（Phatnitic）：存留至今，現名達米耶塔河（Damietta）或達姆耶特河（Damyat）。
- 塞班尼提克河（Sebennytic）
- 波爾比提尼克河（Bolbitinic）
- 卡諾皮克河（Canopic）：存留至今，現名羅塞塔河（Rosetta）或瑞希德河（Rashid）。

尼羅河也有一些穿越東部沙漠的經常性乾枯支流（乾谷）與它交會。這些乾谷由沿著埃及紅海海岸分佈的山區收集雨水，只有極少數的雨水可以流至乾谷的幹流，再注入尼羅河。其中三條主要的乾谷為：
- 阿巴德乾谷（Wadi Abbad）：流域面積 7,000 km²
- 夏伊特乾谷（Wadi Shait）：長200 km，流域面積 10,000 km²
- 艾爾-卡里特乾谷（Wadi El-Kharit）：長 260 km，流域面積 23,000 km²

## 人工運河
- 蘇伊士運河溝通的埃及河流水系：地中海、紅海